# V-리그 올스타전 2019
V-리그 올스타전 2018-2019는 V-리그의 14번째 올스타전이다. 2019년 1월 20일, 대전 삼성 블루팡스와 대전 KGC인삼공사의 홈 구장인 대전 충무체육관에서 개최될 예정이다. 대전에서 처음 열리는 올스타전이기도 하다.

## 팀 구성
2017-18 시즌 최종 순위에 따라 K-스타 팀과 V-스타 팀으로 나뉜다.
| K-스타                 | K-스타 | V-스타                       | V-스타 |
| 남자부                 | 남자부 | 남자부                       | 남자부 |
| 팀                     | 순위   | 팀                           | 순위   |
| ---------------------- | ------ | ---------------------------- | ------ |
| 인천 대한항공 점보스   | 1      | 천안 현대캐피탈 스카이워커스 | 2      |
| 대전 삼성화재 블루팡스 | 3      | 의정부 KB손해보험 스타즈     | 4      |
| 수원 한국전력 빅스톰   | 5      | 서울 우리카드 위비           | 6      |
| 빈칸                   | 빈칸   | 안산 OK저축은행 러시앤캐시   | 7      |
| 여자부                 |        |                              |        |
| 팀                     | 순위   | 팀                           | 순위   |
| 경북 김천 하이패스     | 1      | 화성 IBK기업은행 알토스      | 2      |
| 수원 현대건설          | 3      | GS칼텍스 서울 KIXX           | 4      |
| 대전 KGC인삼공사       | 5      | 인천 흥국생명 핑크스파이더스 | 6      |

## 온라인 팬투표
2018년 12월 7일부터 12월 25일까지 온라인 팬투표가 진행되었다. 2라운드 종료 시점을 기준으로, 팀이 치른 경기 수의 과반을 넘는 경기에서 3세트 이상 출전한 선수들이 투표 대상이다.

## 선수 명단
지난 시즌 5명이었던 전문위원회 추천 선수가 3명으로 줄어들었다.
| 포지션 | 선수   | 팀                 | 선발 횟수 | 비고            |
| ------ | ------ | ------------------ | --------- | --------------- |
| 공격수 | 박정아 | 경북 김천 하이패스 | 8         | 공격수 투표 #1  |
| 공격수 | 황연주 | 수원 현대건설      | 14        | 공격수 투표 #2  |
| 공격수 | 알레나 | 대전 KGC인삼공사   | 3         | 공격수 투표 #3  |
| 센터   | 양효진 | 수원 현대건설      | 11        | 센터 투표 #1    |
| 센터   | 배유나 | 경북 김천 하이패스 | 8         | 센터 투표 #2    |
| 세터   | 이다영 | 수원 현대건설      | 5         | 세터 투표 #1    |
| 리베로 | 오지영 | 대전 KGC인삼공사   | 2         | 리베로 투표 #1  |
| 세터   | 이원정 | 경북 김천 하이패스 | 1         | 전문위원회 추천 |
| 라이트 | 문정원 | 경북 김천 하이패스 | 3         | 전문위원회 추천 |
| 레프트 | 최은지 | 대전 KGC인삼공사   | 1         | 전문위원회 추천 |

| 포지션 | 선수   | 팀                           | 선발 횟수 | 비고            |
| ------ | ------ | ---------------------------- | --------- | --------------- |
| 공격수 | 이재영 | 인천 흥국생명 핑크스파이더스 | 5         | 공격수 투표 #1  |
| 공격수 | 이소영 | GS칼텍스 서울 KIXX           | 4         | 공격수 투표 #2  |
| 공격수 | 고예림 | 화성 IBK기업은행 알토스      | 3         | 공격수 투표 #3  |
| 센터   | 김수지 | 화성 IBK기업은행 알토스      | 7         | 센터 투표 #1    |
| 센터   | 김세영 | 인천 흥국생명 핑크스파이더스 | 7         | 센터 투표 #2    |
| 세터   | 안혜진 | GS칼텍스 서울 KIXX           | 1         | 세터 투표 #1    |
| 리베로 | 김해란 | 인천 흥국생명 핑크스파이더스 | 13        | 리베로 투표 #1  |
| 세터   | 이나연 | 화성 IBK기업은행 알토스      | 5         | 전문위원회 추천 |
| 레프트 | 어나이 | 화성 IBK기업은행 알토스      | 1         | 전문위원회 추천 |
| 레프트 | 강소휘 | GS칼텍스 서울 KIXX           | 2         | 전문위원회 추천 |

## 경기
| 날짜     | 시간  |        | 결과  |        | 1세트 | 2세트 | 3세트 | 4세트 | 5세트 | 총득점 | 리포트 |
| -------- | ----- | ------ | ----- | ------ | ----- | ----- | ----- | ----- | ----- | ------ | ------ |
| 1월 20일 | 15:00 | K-스타 | 1 : 2 | V-스타 | 28    | 29    | 28    |       |       | 85–85  |        |

## 수상
남자부
- MVP: 서재덕(한국전력)
- 세레머니상: 서재덕(한국전력)

여자부
- MVP: 이재영(흥국생명)
- 세레머니상: 오지영(KGC인삼공사)